# Drag Race España
Drag Race España est une émission de téléréalité espagnole basée sur la série télévisée américaine RuPaul's Drag Race.
L'émission, présentée par Supremme de Luxe, est un concours de drag queens au cours duquel est sélectionnée la « prochaine grande reine du drag espagnol ». Chaque semaine, les candidates sont soumises à différents défis et sont évaluées par un groupe de juges dont font partie des personnalités qui critiquent la progression des participantes et leurs performances.
Le lancement de la série est annoncé le 16 novembre 2020 par World of Wonder,.

## Format

### Mini défi
Le mini défi consiste souvent en une tâche ordonnée aux candidates au début d'un épisode avec des prérequis et des limitations de temps. La ou les gagnantes du mini défi sont parfois récompensées par un avantage lors du maxi défi. Certains épisodes ne présentent pas de mini défi.
Certains mini défis sont réitérés au fil des saisons :
- Reading is Fundamental (depuis la saison 1) : les candidates doivent lancer des piques humoristiques à leurs rivales ;
- Everybody Loves Puppets (saisons 1 et 2) : les candidates doivent lancer des piques humoristiques à l'une de leurs rivales à l'aide d'une marionnette.

### Maxi défi
Il peut s'agir d'un défi individuel ou d'un défi de groupe. Les thèmes des maxi défis sont très variés, mais sont souvent similaires de saison en saison : les candidates ont souvent pour défi de confectionner une ou plusieurs tenues selon un thème précis, parfois en utilisant des matériaux non conventionnels. D'autres défis se concentrent sur la capacité des candidates à se présenter face à une caméra, à se représenter sur de la musique ou humoristiques.
Certains maxi défis sont réitérés au fil des saisons :
- Le Snatch Game (depuis la saison 1) : les candidates doivent imiter une célébrité ;
- Le makeover (depuis la saison 1) : les candidates doivent relooker une personne n'ayant jamais fait de drag en un membre de leur drag family ;
- Le talent show (depuis la saison 2) : les candidates doivent présenter aux juges l'un de leurs talents ;
- Le ball (depuis la saison 2) : les candidates doivent présenter une ou deux tenues sur des thèmes précis et confectionner une tenue à partir de matériaux non conventionnels ;
- La « comédie musi-drag » (depuis la saison 2) : les candidates doivent se produire dans une comédie musicale parodique.

### Défilé
Après le maxi défi, les candidates défilent sur le podium principal de Drag Race France. Le défilé est composé de la tenue confectionnée par les candidates pour le défi ou d'une tenue au thème assigné aux candidates avant l'émission et annoncé au début de la semaine : cette tenue est généralement amenée au préalable par les candidates et n'est pas préparée dans l'atelier. Le défilé fait généralement partie du jugement final des candidates.

### Lip-syncs
Lors de chaque épisode, les candidates en danger d'élimination doivent faire un playback sur une chanson annoncée au préalable afin d'impressionner les juges. Après la performance, le gagnant du lip-sync, qui reste dans la compétition, est annoncé, tandis que la candidate perdante est éliminée de la compétition.
Certains artistes ont vu plusieurs de leurs chansons être utilisées lors de l'émission.
| Nombre de chansons | Artiste        | Chanson               | Saison | Épisode | Candidate                                               | vs.                                                     | Candidate                                               |
| ------------------ | -------------- | --------------------- | ------ | ------- | ------------------------------------------------------- | ------------------------------------------------------- | ------------------------------------------------------- |
| 2                  | Fangoria       | Espectacular          | 1      | 5       | Hugáceo Crujiente                                       | vs.                                                     | Killer Queen                                            |
| 2                  | Fangoria       | Ni tú ni nadie        | 2      | 9       | Estrella Xtravaganza vs. Sharonne vs. Venedita von Däsh | Estrella Xtravaganza vs. Sharonne vs. Venedita von Däsh | Estrella Xtravaganza vs. Sharonne vs. Venedita von Däsh |
| 2                  | Mónica Naranjo | Sobreviviré           | 1      | 1       | Dovima Nurmi                                            | vs.                                                     | The Macarena                                            |
| 2                  | Mónica Naranjo | Desátame              | 3      | 5       | Pakita                                                  | vs.                                                     | The Macarena                                            |
| 2                  | Rocío Jurado   | Se nos rompió el amor | 2      | 6       | Diamante Merybrown                                      | vs.                                                     | Estrella Xtravaganza                                    |
| 2                  | Rocío Jurado   | Punto de partida      | 3      | 11      | Pitita                                                  | vs.                                                     | Vania Vainilla                                          |
| 2                  | Rosalía        | Aute Cuture           | 1      | 6       | Dovima Nurmi                                            | vs.                                                     | Sagittaria                                              |
| 2                  | Rosalía        | Despechá              | 3      | 1       | Drag Chuchi                                             | vs.                                                     | María Edilia                                            |

## Juges deDrag Race España
Après le défi et le défilé de la semaine, les candidates font face à un panel de jurés afin d'entendre les critiques de leur performance. Le jugement se compose de deux parties ; une première partie avec les meilleures et pires candidates de la semaine sur le podium et une deuxième partie de délibérations entre les juges en l'absence des candidats.
| Juge             | Saison     | Saison     | Saison     | Saison     |
| Juge             | 1          | 2          | 3          | 4          |
| ---------------- | ---------- | ---------- | ---------- | ---------- |
| Supremme de Luxe | Principale | Principale | Principale | Principale |
| Ana Locking      | Principale | Principale | Principale | Principale |
| Javier Ambrossi  | Principal  | Principal  | Principal  | Principal  |
| Javier Calvo     | Principal  | Principal  | Principal  | Principal  |

### Juges invités
Des personnalités sont souvent invitées dans le panel des jurés. Leur présence peut avoir un rapport avec le thème du défi de la semaine ou avec la chanson prévue pour le lip-sync de l'épisode.
Saison 1
- Jon Kortajarena, mannequin espagnol ;
- Paca La Piraña, actrice espagnole ;
- Carlos Aceres, acteur et chanteur espagnol ;
- Bad Gyal, chanteuse espagnole ;
- Alaska, chanteuse hispano-mexicaine ;
- Susi Caramelo, animatrice de télévision espagnole ;
- Envy Peru, drag queen néerlando-péruvienne.

Saison 2
- Gloria Trevi, chanteuse mexicaine ;
- La Zowi, chanteuse espagnole ;
- Eduardo Casanova, acteur et réalisateur espagnol ;
- La Prohibida, chanteuse espagnole ;
- María León, actrice espagnole ;
- Choriza May, drag queen hispano-britannique ;
- Ruth Lorenzo, chanteuse espagnole ;
- Anabel Alonso, actrice et comédienne espagnole;
- Alexis Mateo, drag queen américaine.

Saison 3
- Paco León, acteur espagnol ;
- Soraya Arnelas, chanteuse espagnole ;
- Palomo Spain, styliste espagnol ;
- Paco Plaza, réalisateur espagnol ;
- La Terremoto de Alcorcón, chanteuse espagnole ;
- Mónica Cruz, actrice, mannequin et danseuse espagnole ;
- Eva Soriano, comédienne espagnole ;
- María Peláe, chanteuse et compositrice espagnole ;
- Valentina, drag queen américaine.

## Récompenses
Chaque saison, la gagnante de l'émission reçoit une sélection de récompenses.
Saisons 1 et 2
- Un an d'approvisionnement de maquillage chez Krash Kosmetics ;
- 30 000 euros.

Saison 3
- Un an d'approvisionnement de maquillage chez Krash Kosmetics ;
- Un voyage à Malte ;
- 30 000 euros.

## Résumé des saisons
| Saison | Date de première diffusion | Date de dernière diffusion | Gagnante      | Seconde(s)                             | Miss Sympathie       | Récompenses                                                                                            |
| ------ | -------------------------- | -------------------------- | ------------- | -------------------------------------- | -------------------- | --- |
| 1      | 30 mai 2021                | 25 juillet 2021            | Carmen Farala | Killer Queen Sagittaria                | Pupi Poisson         | - Un an d'approvisionnement de maquillage chez Krash Kosmetics ; - 30 000 euros.                       |
| 2      | 27 mars 2022               | 5 juin 2022                | Sharonne      | Estrella Xtravaganza Venedita Von Däsh | Samantha Ballentines | - Un an d'approvisionnement de maquillage chez Krash Kosmetics ; - 30 000 euros.                       |
| 3      | 16 avril 2023              | 25 juin 2023               | Pitita        | Vania Vainilla                         | María Edilia         | - Un an d'approvisionnement de maquillage chez Krash Kosmetics ; - Un voyage à Malte ; - 30 000 euros. |
| 4      | 22 septembre 2024          | 15 décembre 2024           | Le Cocó       | La Bella Vampi                         | Dita Dubois          | - Un an d'approvisionnement de maquillage chez NYX Cosmetics - 30 000 euros.                           |

### Galerie des gagnantes

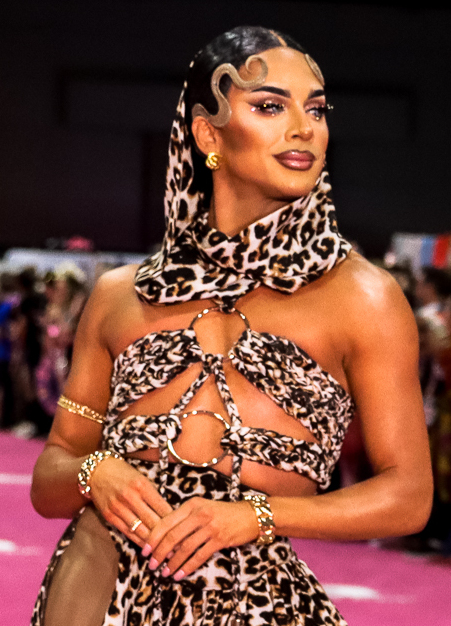
Carmen Farala, gagnante de la première saison.
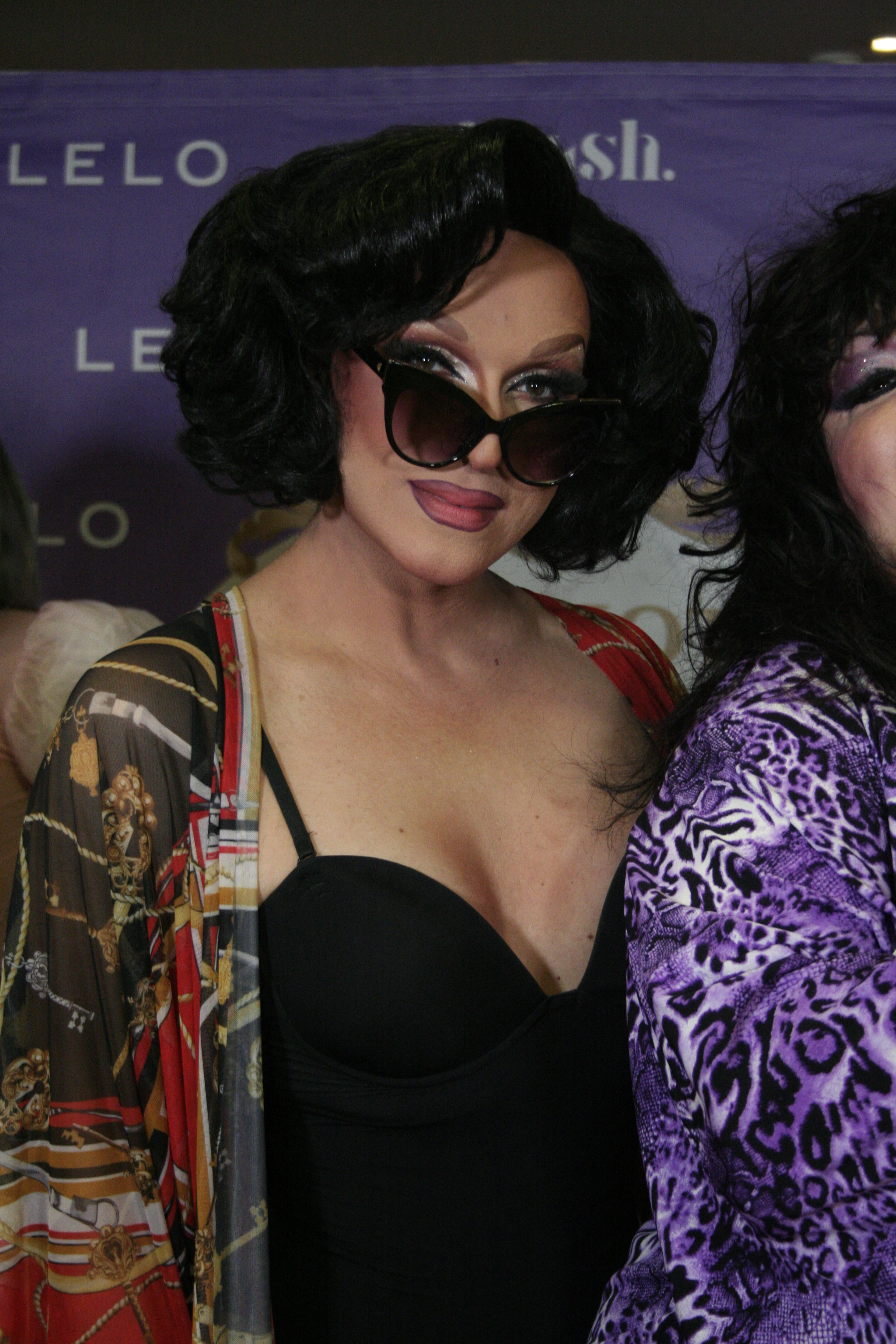
Sharonne, gagnante de la deuxième saison.
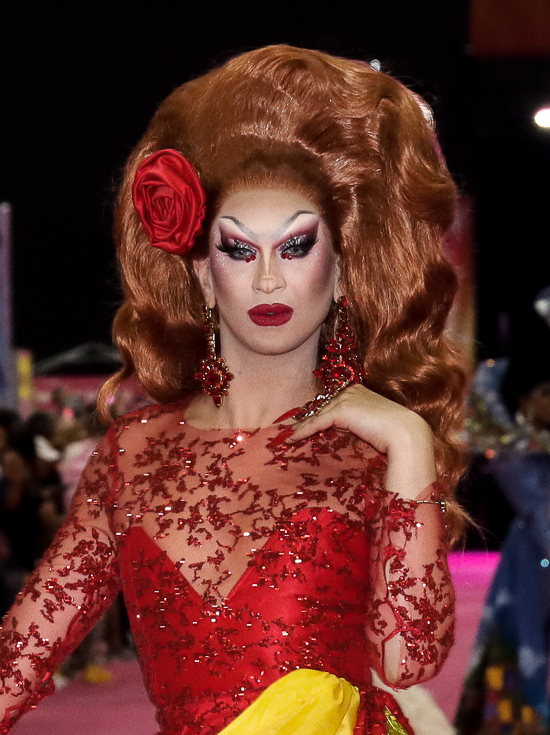
Pitita, gagnante de la troisième saison.

### Progression des candidates
|                    | Saison 1                   | Saison 2                               | Saison 3                      | Saison 4                                  |
| ------------------ | -------------------------- | -------------------------------------- | ----------------------------- | ----------------------------------------- |
| Première diffusion | 30 mai 2021                | 27 mars 2022                           | 16 avril 2023                 | 22 septembre 2024                         |
| Épisodes           | 9                          | 11                                     | 11                            | 11                                        |
|                    |                            |                                        |                               |                                           |
| Gagnante           | Carmen Farala              | Sharonne                               | Pitita                        | Le Cocó                                   |
| Seconde(s)         | Killer Queen Sagittaria    | Estrella Xtravaganza Venedita Von Däsh | Vania Vainilla                | Vampirashian La Niña Delantro Chloe Vittu |
| 3e place           | Killer Queen Sagittaria    | Estrella Xtravaganza Venedita Von Däsh | Hornella Góngora Kelly Roller | Vampirashian La Niña Delantro Chloe Vittu |
| 4e place           | Pupi Poisson               | Marina                                 | Hornella Góngora Kelly Roller | Vampirashian La Niña Delantro Chloe Vittu |
| 5e place           | Dovima Nurmi               | Juriji Der Klee                        | Clover Bish                   | Mariana Stars                             |
| 6e place           | Hugáceo Crujiente          | Drag Sethlas                           | Bestiah                       | Megui Yeillow                             |
| 7e place           | Arantxa Castilla-La Mancha | Diamante Merybrown                     | Pakita Pink Chadora           | Angelita La Perversa                      |
| 8e place           | Inti                       | Onyx                                   | Pakita Pink Chadora           | Miss Khristo                              |
| 9e place           | Drag Vulcano               | Jota Carajota                          | Visa                          | Kelly Passa!                              |
| 10e place          | The Macarena               | Samantha Ballentines                   | The Macarena                  | Dita Dubois                               |
| 11e place          |                            | Ariel Rec                              | Chanel Anorex                 | Porca Theclubkid                          |
| 12e place          | Marisa Prisa               | Drag Chuchi                            | Shani LaSanta                 |                                           |
| 13e place          |                            | María Edilia                           |                               |                                           |

 La candidate a été élue Miss Sympathie.
 La candidate a été éliminée lors d'une double élimination.
1. 1 2 3 4 5 6 7 8 9  La candidate a participé à la première saison de Drag Race España All Stars.
2. ↑  La candidate a réintégré la compétition après avoir été précédemment éliminée.
3. ↑  La candidate a participé à la deuxième saison de RuPaul's Drag Race: UK vs The World.
4. ↑  La candidate a abandonné la compétition.
5. ↑  La candidate a participé à une précédente saison.

### Saison 1 (2021)
La première saison de Drag Race España est diffusée pour la première fois sur Atresmedia Premium le 30 mai 2021. Le casting est composé de dix candidates et est annoncé le 26 avril 2021.
La gagnante de la saison est Carmen Farala, avec comme secondes Killer Queen et Sagittaria. La Miss Sympathie de la saison est Pupi Poisson.

### Saison 2 (2022)
La deuxième saison de Drag Race España est diffusée pour la première fois sur Atresmedia Premium le 27 mars 2022. Le casting est composé de douze candidates et est annoncé le 20 février 2022.
La gagnante de la saison est Sharonne, avec comme secondes Estrella Xtravaganza et Venedita Von Däsh. La Miss Sympathie de la saison est Samantha Ballentines.

### Saison 3 (2023)
La troisième saison de Drag Race España est diffusée pour la première fois sur Atresmedia Premium le 16 avril 2023. Le casting est composé de treize candidates et est annoncé le 19 mars 2023.
La gagnante de la saison est Pitita, avec comme seconde Vania Vainilla. La Miss Sympathie de la saison est María Edilia.

### Saison 4 (2024)
La quatrième saison de Drag Race España est diffusée pour la première fois sur Atresmedia Premium le 22 septembre 2024. Le casting est composé de douze candidates et est annoncé le 8 septembre 2024.